# Ammophila modesta
Ammophila modesta är en biart som beskrevs av Alexander Mocsáry 1883.
Ammophila modesta ingår i släktet Ammophila och familjen grävsteklar. Inga underarter finns listade i Catalogue of Life.